# Dražinovići
Dražinovići (Servisch cyrillisch Дражиновићи) is een plaats in de Servische gemeente Požega. De plaats telt 352 inwoners (2002).